# Serhiy Perkhun
Serhiy Vladimirovich Perkhun - em ucraniano, Сергій Володимирович Перхун e, em russo, Серге́й Влади́мирович Перху́н (Dnipropetrovsk, 4 de setembro de 1977 – Moscou, 28 de agosto de 2001) foi um futebolista ucraniano que atuava como goleiro.

## Carreira
Revelado pelo Dnipro Dnipropetrovsk, disputou 23 partidas pelo clube entre 1993 e 1998, além de ter jogado por Metalurh Novomoskovsk e Dnipro-2, ambos por empréstimo. Entre 1999 e 2000, defendeu o Sheriff Tiraspol (Moldávia) em 29 jogos, antes de ser contratado pelo CSKA Moscou em 2001, tendo atuado em 13 partidas.

## Seleção Ucraniana
Pela Seleção Ucraniana, Perkhun disputou um amistoso contra a Letônia em agosto de 2001. Foi a única partida internacional do goleiro, que já havia atuado pela seleção Sub-21 da ex-república soviética entre 1997 e 1998.

## Morte
4 dias depois do amistoso entre Ucrânia e Letônia, pelo Campeonato Russo, Perkhun bateu sua cabeça numa dividida com o atacante Budun Budunov, do Anzhi Makhachkala, ao tentar cortar um cruzamento, caindo inconsciente no gramado e entrando em coma. Em 28 de agosto, o goleiro morreu vitimado por uma hemorragia cerebral.
Em homenagem a Perkhun, o CSKA aposentou a camisa 16.